# 黃金韶
黃金韶，字印山，廣西省容縣人。清朝政治人物，進士，官至蘇州府知府。

## 生平
黃金韶為道光二十六年（1846年）丙午科舉人，道光二十七年（1847年）聯捷丁未科二甲第一百名進士。即用江蘇常熟知縣，方到任便遭遇水災，盡力賑濟災民。四年後，太平軍攻占南京，常熟周邊民眾起事響應，聚集數千人，金韶集合軍隊督剿七日，攻克敵軍總部，因此被提拔為海州知州。同治元年（1862年），調署南通州知州。當時太平軍已占蘇州、常州，并密謀襲取南通，令齋教信徒潛入城中作為內應。金韶得知後，關閉城門搜捕，處決數百人，力保州城不失，因功賞花翎加道銜。同治三年（1864年）代理蘇州府知府。不久因母喪歸里。受聘主講繡江書院。年四十六歲卒於家。民國《容縣志》有傳。

## 家族
黃金韶之父黃鵬張為道光二十年（1840年）庚子科副榜生，其叔父黃鵬奮為道光十六年（1836年）丙申恩科進士，曾任廣東澄邁知縣。黃金韶之子黃玉忠為光緒九年（1883年）癸未科進士。另外，家族還有五人得中舉人，分別為黃鵬霄、黄金荃、黄玉年、黄玉桓、黄玉梁。在當地有“父子公孫三代進士五舉人”之稱，顯赫一時。黄玉梁子黃紹竑為民國年間桂系首領。

## 外部連結
- 荒蕪與繁華之間 《廣西日報》2010年1月12日